# Holmes County (Mississippi)
Das Holmes County ist ein County im US-Bundesstaat Mississippi. Das U.S. Census Bureau hat bei der Volkszählung 2020 eine Einwohnerzahl von 17.000 ermittelt.
Der Verwaltungssitz (County Seat) ist Lexington, das nach einem Schlachtplatz im Amerikanischen Unabhängigkeitskrieg benannt wurde.

## Geographie
Das County liegt etwas nordwestlich des geografischen Zentrums von Mississippi und hat eine Fläche von 1979 Quadratkilometern, wovon 21 Quadratkilometer Wasserfläche sind. Es grenzt an folgende Countys:
| Leflore County   | Carroll County |               |
| Humphreys County |                | Attala County |
|                  | Yazoo County   |               |

## Geschichte

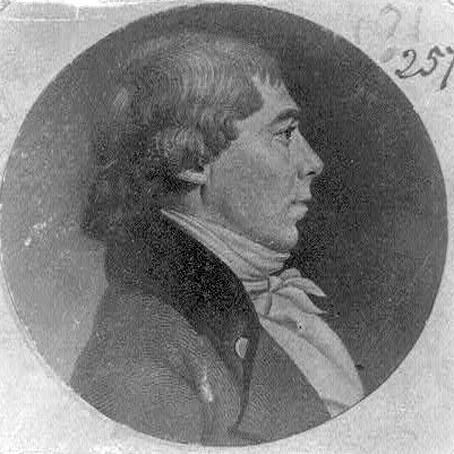
D. Holmes

Das Holmes County wurde am 19. Februar 1833 aus Teilen des Yazoo County gebildet. Benannt ist es nach David Holmes (1769–1832), dem letzten Gouverneur (1809–1817) des Mississippi-Territoriums, ersten Gouverneur des Bundesstaates Mississippi (1817–1820) und US-Senator (1820–1825).

16 Bauwerke und Stätten des Countys sind im National Register of Historic Places eingetragen (Stand 1. Februar 2018).

## Demografische Daten

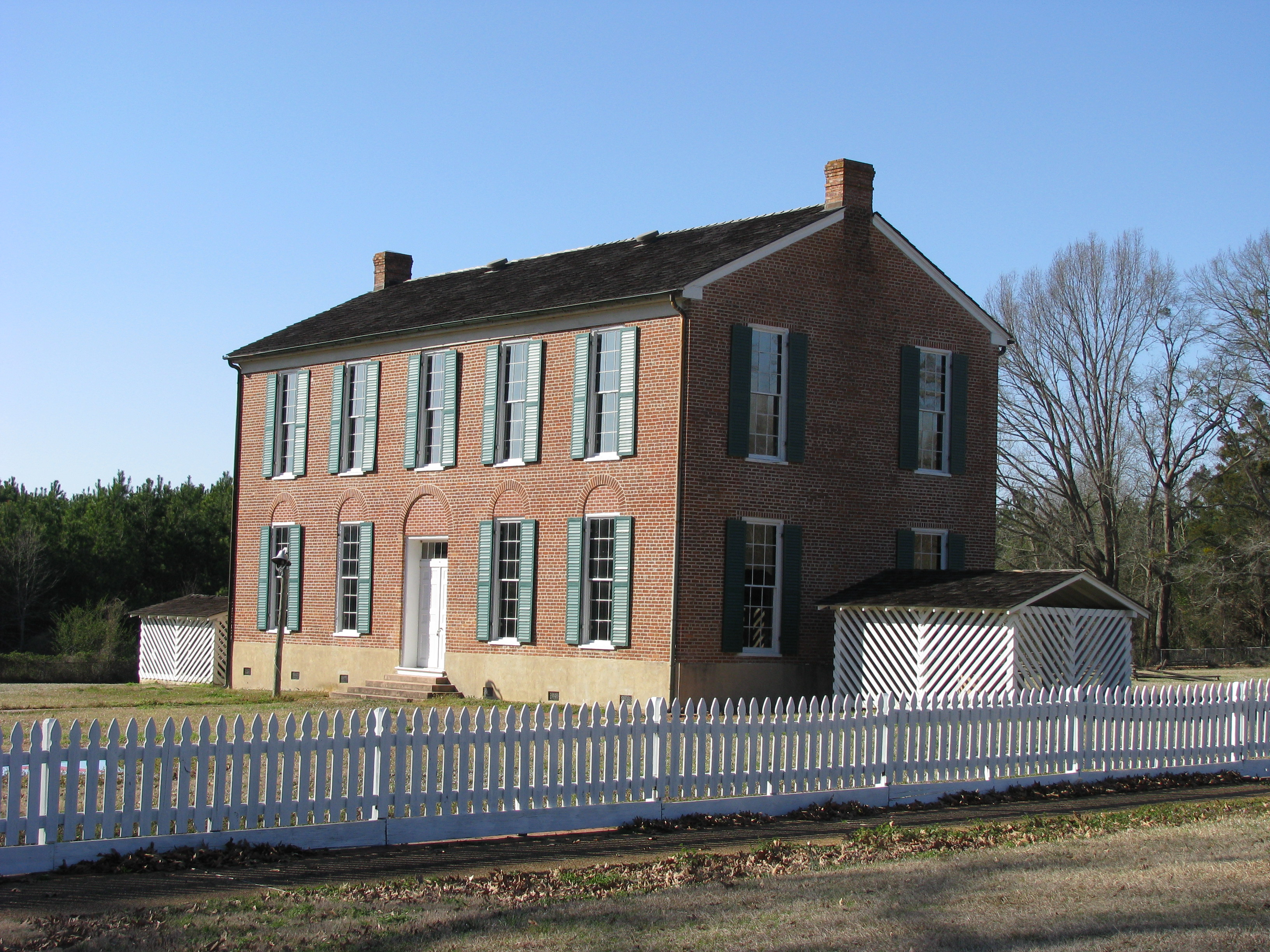
Eureka Masonic College, gelistet im NRHP

Nach der Volkszählung im Jahr 2000 lebten im Holmes County 21.609 Menschen in 7314 Haushalten und 5229 Familien. Die Bevölkerungsdichte betrug 11 Personen pro Quadratkilometer. Ethnisch betrachtet setzte sich die Bevölkerung zusammen aus 20,47 Prozent Weißen, 78,66 Prozent Afroamerikanern, 0,12 Prozent amerikanischen Ureinwohnern, 0,15 Prozent Asiaten und 0,07 Prozent aus anderen ethnischen Gruppen; 0,52 Prozent stammten von zwei oder mehr Ethnien ab. 0,90 Prozent der Bevölkerung waren spanischer oder lateinamerikanischer Abstammung, die verschiedenen der genannten Gruppen angehörten.
Von den 7314 Haushalten hatten 36,0 Prozent Kinder unter 18 Jahren, die mit ihnen lebten. 34,9 Prozent waren verheiratete, zusammenlebende Paare, 31,2 Prozent waren allein erziehende Mütter und 28,5 Prozent waren keine Familien. 26,3 Prozent aller Haushalte waren Singlehaushalte und in 12,1 Prozent lebten Menschen im Alter von 65 Jahren oder darüber. Die durchschnittliche Haushaltsgröße lag bei 2,86 und die durchschnittliche Familiengröße bei 3,48 Personen.
32,1 Prozent der Bevölkerung war unter 18 Jahre alt, 12,4 Prozent zwischen 18 und 24, 24,8 Prozent zwischen 25 und 44, 18,3 Prozent zwischen 45 und 64 Jahre alt und 12,4 Prozent waren 65 Jahre oder älter. Das Durchschnittsalter betrug 30 Jahre. Auf 100 weibliche kamen statistisch 87,3 männliche Personen und auf 100 Frauen im Alter von 18 Jahren oder darüber kamen 79,3 Männer.

Das durchschnittliche Einkommen eines Haushaltes betrug 17.235 USD, das einer Familie 21.757 USD. Männer hatten ein durchschnittliches Einkommen von 23.720 USD, Frauen 17.883 USD. Das Prokopfeinkommen lag bei 10.683 USD. Etwa 35,9 Prozent der Familien und 41,1 Prozent der Bevölkerung lebten unterhalb der Armutsgrenze.

## Städte und Gemeinden
Citys
- Durant
- Lexington

Towns
| - Cruger - Goodman - Pickens | - Tchula - West |

Unincorporated Communitys
| - Acona - Coxburg - Ebenezer - Egypt | - Franklin - Howard - Ituma - Marcella | - Montgomery - Owens Wells - Thornton - Tolarville |